# Kamendaka octoguttata
Kamendaka octoguttata är en insektsart som beskrevs av Van Stalle 1984. Kamendaka octoguttata ingår i släktet Kamendaka och familjen Derbidae. Inga underarter finns listade i Catalogue of Life.